# De forenede Papirfabrikker
De forenede Papirfabrikker (DfP) var en stor danske papirkoncern, der blev skabt ved en sammenslutning af Strandmøllen, Ørholm Mølle og Nymølle, Dalum Papirfabrik, Silkeborg Papirfabrik, Maglemølle Papirfabrik, Haraldskjær Papirfabrik, Vingsted Mølle, Havreholm Papirfabrik, Nørrebro Papirfabrik og Hinnerup Cellulosefabrik i marts 1889. DfP havde i næsten hele sin levetid monopollignende status i Danmark.
Efter sammenlægningen skete der en centralisering og en koordinering af produktionen, blandt andet med det resultat, at Havreholm Papirfabrik (1842-1889/1893) og Silkeborg Papirfabrik blev nedlagt. Strandmøllen blev nedlagt i 1899. Silkeborg Papirfabrik blev dog genåbnet i 1894 med henblik på produktion af de fine papirkvaliteter, og siden blev Nationalbankens pengesedler fremstillet her ved håndkraft fra 1910 af. Ledelsen af DfP ønskede udelukkende at anvende importeret råstof, og de indenlandske råstoffabrikker, som Hinnerup Cellulosefabrik og Vingsted Mølle, blev derfor snart efter afhændet.
Specialiseringen betød groft sagt, at:
- Silkeborg Papirfabrik producerede de fine papirkvaliteter,
- Dalum Papirfabrik havde masseproduktionen af gode papirkvaliteter,
- Maglemølle Papirfabrik i Næstved var koncernens største fabrik, som tog sig af masseproduktionen af almindeligt papir (bl.a. avispapir, ugebladspapir og toiletpapir – senere kendt som Tapir-serien),
- Ørholm Papirfabrik, Haraldskjær Papirfabrik og Nørrebro Papirfabrik producerede de grovere papirkvaliteter.

## Mellemkrigstiden
I 1930 erhvervede De forenede Papirfabrikker Frederiksberg Papirfabrik (1881-1975), som var den eneste væsentlige fabrik uden for monopolet. Frederiksberg-fabrikkken var en gammel avispapirfabrik, men denne produktion blev udfaset i 1930'erne. Efter fabrikkens lukning i 1975 blev papirmaskingerne afskibet til Indien. Bygningerne blev revet ned.
I 1930'erne ønskede ledelsen af DfP at satse på kartonproduktion ved etablering af Københavns Papir- og Kartonfabrik på Nørrebro (1933-1979). I råstoffet til denne produktion indgik bl.a. returpapir.
De forenede Papirfabrikkers ubetinget største investering i mellemkrigstiden var anlæggelsen af en helt ny papirfabrik i Næstved midt i 1930'erne, som etableringen af Næstved Kanal havde gjort realistisk. Samtidig gav det arbejde til mange ledige hænder. Åbningen af Ny Maglemølle Papirfabrik skete under stort festivitas og kongebesøg i 1938.
De forenede Papirfabrikker kunne i 1939 fejre 50-års jubilæum, og det udgivne jubilæumsskrift gav følgende information om papirfabrikkernes produktionskapacitet:
- Dalum Papirfabrik med 5 papirmaskiner til produktion af almindeligt skrive- og trykpapir, træfrit og træholdigt, samt ugebladspapir,
- Frederiksberg Papirfabrik med 2 papirmaskiner til emballagepapir, posepapir og konvolutpapir,
- Københavns Papir- og Kartonfabrik med 1 kartonmaskine til grå maskinkarton samt papir til bølgepapindustrien,
- Gamle Maglemølles 7 og Ny Maglemølles 2 papirmaskiner til emballagepapir, posepapir, tapetpapir, kulørt papir og trykpapir,
- Silkeborg Papirfabriks 3 papirmaskiner til de fineste papirsorter, normalpapir, bankpost og protokolpapir. Dertil kom den håndgjorte produktion.

I 1937 udgjorde den samlede produktion omkring 70.000 tons. Der var ca. 1.800 arbejdere og 250 funktionærer ansat i koncernen.

## Efterkrigstiden
2. verdenskrigs udbrud og Danmarks besættelse 1940 bragte naturligvis alle investeringsidéer til ophør, og efter krigen ændrede den gunstige situation sig for fabrikken. Qua dannelsen af det europæiske fællesmarked og frihandelsområdet EFTA, som Danmark var medlem af, ændrede den internationale konkurrencesituation sig i anden halvdel af 1950'erne. DfP måtte således i løbet af det følgende årti acceptere øget konkurrence fra f.eks. svensk og finsk papirindustri.
Papirvirksomheden forsøgte at indstille sig på de nye tider ved opkøb af papirgrossister og rationalisering af produktionen. Man købt Højbygaard Sukkerfabrik i 1959, og DfP opkøbte i 1966 og 1967 de dominerende danske papirgrossister H. Christensen & Søn A/S, Viggo Borch A/S og C.C. Winthers Eftf. A/S.
Gamle Maglemølle i Næstved blev nedlagt i årene 1965-71 og nedrevet i 1980. I dag ligger byens rådhus på grunden.
Opkøb og vedvarende rationaliseringer kunne ikke forhindre, at virksomheden kom ud i en krise, der blev åbenbar i 1970'erne. Men da De Danske Sukkerfabrikker i 1979 opkøbte aktiemajoriteten i De forenede Papirfabrikker, blev der tilsyneladende skabt ro om fremtiden. Økonomien blev genoprettet, der blev satset på genbrugspapir, et afsværtningsanlæg blev opført til dette formål på Maglemølle-fabrikken, og DfP blev atter attraktiv.
De forenede Papirfabrikker fejrede i 1989 et optimistisk 100-års jubilæum, og senere på året solgte De Danske Sukkerfabrikker (nu Danisco) ved årsskiftet med god fortjeneste den gamle danske papirkoncern til den svenske papirgigant Stora (nu Stora Enso), hvorved navnet DfP forsvandt. Alligevel var det for optimistisk at tro, at produktionen fuldstændigt kunne forblive i Danmark. De nye svenske ejere var ikke interesseret i genbrugspapir. Svenskerne tog i foråret 1992 den beslutning, at papirmaskinerne på Maglemølle ikke var egnede til produktion af genbrugspapir i høj kvalitet. Produktionen blev følgelig placeret på Dalum Papirfabrik, og Maglemølle Papirfabrik blev lukket samme år. Papirmaskinerne blev nedtaget og eksporteret til Kina.
Stora var heller ikke interesseret i Silkeborg Papirfabriks produktionsprofil, så man gik på jagt efter nye ejere. Det lykkedes, og den tyske papirkoncern Drewsen Spezialpapiere GmbH & Co. KG i Lachendorf overtog derfor i 1993 aktiemajoriteten i Silkeborg. Fabrikken var i sving frem til maj 2000, hvor den blev lukket. Siden er området blev ombygget til hotel- og erhvervsformål.